# Ferenc Plattkó Kopiletz
Ferenc Plattkó Kopiletz, també conegut com a Franz Platko o Francisco Platko (Budapest, 1898 - Santiago de Xile, 1983) va ser un destacat futbolista hongarès dels anys 20 i 30 i entrenador.

## Trajectòria esportiva

El FC Barcelona, guanyador de la Copa del Rei de 1928. Drets: Forns (entr.), Mas, Castillo, Llorens, Walter, Guzmán, Carulla i Platko. Asseguts: Piera, Sastre, Samitier, Arocha i Sagi.

Va néixer a Budapest, Hongria el 2 de desembre de 1898. Jugava a la posició de porter i va defensar els colors de clubs com el Vasas SC, WAC Viena i MTK Hungária FC, abans d'arribar a Catalunya per defensar els colors del FC Barcelona. L'any 1922, el MTK jugà dos partits amistosos enfront del Barça que finalitzaren amb empat a zero. Aquells temps, el club tenia la necessitat de trobar un porter que substituís al gran Ricard Zamora, que havia retornat a l'Espanyol, i quedà tan impressionat amb l'actuació de Platko que decidí oferir-li un contracte. Ràpidament es convertí en un mite al club, on en set anys guanyà sis campionats de Catalunya, tres copes d'Espanya i una lliga espanyola. A la final de copa de l'any 1928, en què el Barça derrotà la Reial Societat després de tres partits, Rafael Alberti li dedicà el poema Oda A Platko en honor seu, impressionat per la seva actuació. Platko finalitzà la seva carrera com a jugador al Recreativo de Huelva abans de retirar-se el 1931. Entre 1917 i 1923, Platko fou sis cops internacional amb la selecció de futbol d'Hongria.
Ràpidament comença a treballar com a entrenador. A França dirigí clubs com el FC Mulhouse i el Racing Club de Roubaix. La temporada 1934/35 fitxà pel FC Barcelona, però, malgrat guanyar el Campionat de Catalunya, fou reemplaçat per Patrick O'Connell la temporada següent. Aleshores, decidí establir-se com a entrenador a Sud-amèrica, amb notable èxit. A Xile dirigí el Colo-Colo, amb el qual guanyà tres lligues, i la selecció nacional entre d'altres clubs. A l'Argentina entrenà els dos grans, River Plate i Boca Juniors. Dues dècades després del primer cop, retornà a Barcelona la temporada 1955/56. Malgrat establir un brillant rècord de deu victòries consecutives a la lliga (que no fou superat fins a l'any 2005) només va poder acabar segon al campionat i fou, de nou, reemplaçat la temporada següent. Platko va morir a Santiago de Xile el 2 de setembre de 1983.

## Clubs
Com a jugador
- Vasas Budapest: 1917-1919
- Wiener AF: 1919
- Vasas Budapest: 1920
- MTK Budapest: 1921-1922
- FC Barcelona: 1923-1930
- Recreativo de Huelva: 1930-1931

Com a entrenador
- FC Basel:
- FC Mulhouse Sud-Alsace: 1932-1933
- Racing Club Roubaix: 1933-1934
- FC Barcelona: 1934-1935
- FC Porto:
- Cracovia Kraków:
- Racing Club Roubaix:
- Arsenal: 1939
- Colo-Colo: 1939
- River Plate: 1940
- Colo-Colo: 1941
- CD Magallanes: 1942
- Santiago Wanderers: 1942
- Selecció de futbol de Xile: 1941-1945
- Boca Juniors: 1949
- Colo-Colo: 1953
- FC Barcelona: 1955-1956

## Palmarès
Com a jugador
- Campionat de Catalunya de futbol (6): 1923-24, 1924-25, 1925-26, 1926-27, 1927-28, 1929-30
- Lliga espanyola de futbol (1): 1928-29
- Copa espanyola de futbol (3): 1924-25, 1925-26, 1927-28
- Copa de Campions (1): 1927-28

Com a entrenador
- Campionat de Catalunya de futbol (1): 1934-35
- Lliga xilena de futbol (3): 1939, 1941, 1953